# Pod Skały
Pod Skały – część wsi Makoszyn w Polsce, położona w województwie świętokrzyskim, w powiecie kieleckim, w gminie Bieliny.
W latach 1975–1998 Pod Skały administracyjnie należały do województwa kieleckiego.